# Cheilolejeunea incisa
Cheilolejeunea incisa là một loài Rêu trong họ Lejeuneaceae. Loài này được (Gottsche, Lindenb. & Nees) Pocs mô tả khoa học đầu tiên năm 1965.